# Reno bianco
Il Reno bianco è un vino DOC la cui produzione è consentita nelle province di Bologna e Modena.

## Caratteristiche organolettiche
- colore: giallo paglierino scarico più o meno intenso
- odore: gradevole, delicato
- sapore: secco o abboccato o amabile o dolce, sapido, armonico

## Produzione
Provincia, stagione, volume in ettolitri
- nessun dato disponibile